# Штайнер, Юлиус
Юлиус Штайнер (нем. Julius Steiner; 18 сентября 1924, Штутгарт — 8 сентября 1997, Фридберг) — немецкий политик, член Христианско-демократического союза. Получил известность как один из двух депутатов бундестага, воздержавшихся в 1972 году при голосовании по вотуму недоверия канцлеру ФРГ Вилли Брандту.

## Биография
В 1942—1945 годах Юлиус Штайнер находился на фронте. По окончании войны до 1952 года работал на французскую разведку, изучал философию, теологию и историю, но не получил диплома о высшем образовании. До 1957 года работал на Федеральную службу защиты конституции в Баден-Вюртемберге, затем — Федеральную разведывательную службу Германии. В 1969 году Штайнер был избран в бундестаг по партийному списку ХДС.
В 1973 году в интервью журналу Der Spiegel Штайнер признался, что в 1972 году воздержался при голосовании по вотуму недоверия Вилли Брандту для поддержки политики федерального канцлера, а также потому, что в качестве двойного агента с 1972 года занимался шпионажем в пользу ГДР под наблюдением Федеральной разведывательной службы и передавал сведения о ХДС в Министерство государственной безопасности ГДР, где числился внештатным сотрудником под псевдонимом «Теодор». Впоследствии Штайнер утверждал, что получил от руководителя аппарата фракции СДПГ Карла Винанда 50 тыс. немецких марок. В 1973 гоу Штайнер вышел из состава ХДС.
В 1997 году в подкупе Штайнера признался бывший глава внешней разведки ГДР Маркус Вольф в своих мемуарах «Игра на чужом поле. Тридцать лет во главе разведки». Штайнер осознанно пошёл на сотрудничество со Штази, что подтверждается соответствующим досье в МГБ ГДР. Помимо этого, существует версия о том, что за голос в бундестаге Штайнеру платил ещё один источник. По воспоминаниям историка Бригитты Зеебахер, вдовы Вилли Брандта, узнав из телевизионных новостей о том, что Юлиус Штайнер получил 50 тыс. немецких марок от МГБ ГДР, изумлённый Брандт сказал: «Тогда он взял деньги дважды».